# Посолство на България във Варшава
Посолството на България във Варшава е официална дипломатическа мисия на България в Полша. 
То е разположено на ул. „Al. Ujazdowskie“ 33/35. Връзки с посолството:
тел.: 0048 22 629-40-71/72;
За спешни случаи в извънработно време: 0048 668 668 813;
Fax: 0048 22 628-22-71;
e-mail: embassy.warsaw@mfa.bg

## Състав на мисията
- Маргарита Ганева – Извънреден и пълномощен посланик на Република България в Република Полша
- полк. Дарин Янчев – военен, военноморски и военновъздушен аташе
- Валентин Гайдаров – пълномощен министър
- Николай Костов - съветник („Туристически въпроси“)
- Тюркян Акиф – първи секретар (Завеждащ „Консулска служба“)
- Йордан Драганчев – втори секретар (Завеждащ „СТИВ“)
- Виктор Бенов – втори секретар
- Петър Лянгузов – директор на Българския културен институт
- Запрян Запрянов – ЗФАС
- Дария Оташлийска – УПК
- Анатоли Ронков – сътрудник по сигурността
- Гергана Миндова – сътрудник-секретар
- Елга Хубенова – сътрудник консулска служба
- Димитър Христов - Технически администратор

## Почетни консули
- Ян Стравински – почетен консул на Република България в гр. Гданск - Адрес: ul. Olowianka 3A, 80-751 Gdansk, Polska; тел. +48 605-81-81-81
- Витолд Карчевски - почетен консул на Република България в гр. Бялисток - Адрес: ul. Antoniukowska 7, 15-001 Białystok, Polska; тел. +48 85 652 56 45, +48 85 7487010
- Януш Затон - почетен консул на Република България в гр. Катовице - Адрес: Hutnicza 10, 42-241 Katowice; Tel. +48 32 360 23 39; Mobil: +48 602 199 730
- Виеслав Новак - почетен консул на Република България в гр. Краков - Адрес: Kazimierza Czapińskiego 3, 30-048 Kraków; tel./fax: + 48 12 633 18 91

## Посланици на България в Полша
- Георги Маджаров управляващ (от 26.10.1920)
- Банаил Бъчваров управляващ (от 24.04.1921)
- Никола Ванчев управляващ (от 05.1925)
- Владимир Робев пълномощен министър (от 17.09.1925)
- Иван Алтънов управлява (от 27.04.1934)
- Сава Киров пълномощен министър (от 24.07.1935)
- Петър Траянов пълномощен министър (от 27.03.1936)
- Павел Тагаров пълномощен министър (от 27.05.1946)
- Фердинанд Козловски (от 14.02.1949)
- Христо Балиев (от 05.09.1950)
- Кирил Драмалиев (от 14.03.1952)
- Георги Петров (от 30.07.1954)
- Христо Боев (от 28.01.1958)
- Раденко Григоров (от 25.01.1961)
- Демир Янев (от 30.01.1962)
- Николай Чернев (от 05.05.1966)
- Георги Богданов (от 13.10.1971)
- Христо Шанов (от 11.04.1974)
- Иван Недев (от 01.04.1977)
- Георги Георгиев (от 05.09.1983)
- Иван Пръмов (от 03.11.1986)
- Иван Груев (от 18.03.1988)
- Мирослав Иванов (от 01.09.1991)
- Яни Милчаков (от 14.10.1992)
- Александър Димитров (от 1996)
- Александър Йорданов (от 1998)
- Лъчезар Петков (от 17.05.2002)
- Иван Найденов (от 11.12.2006)
- Василий Такев (от 20.06.2013)
- Емил Ялнъзов (от 05.04.2016)
- Маргарита Ганева (от 19.05.2021)